# Alojzy Lauer
Alojzy Lauer OFM (ur. 28 sierpnia 1833 w Katholisch-Willenroth, zm. 21 sierpnia 1901 w Sigmaringen) – niemiecki franciszkanin, generał Zakonu Braci Mniejszych w latach 1895–1901.

## Życiorys
Do franciszkanów wstąpił w Paderborn w 1850. Po studiach filozoficzno-teologicznych przyjął święcenia kapłańskie w 1856. Następnie pełnił funkcję lektora teologii, mistrza nowicjatu, gwardiana w Fuldzie, kustosza kustodii św. Elżbiety w Turyngii (1867–1881). W czasie kulturkampfu zmuszony do opuszczenia państwa pruskiego przebywał w Maastricht w Holandii (1875–1876), Epinal we Francji (1876–80), Bergholz-Zell w Alzacji, Paterson w USA (1880–1881). W 1881 objął urząd definitora generalnego w Rzymie, a w 1889 prokuratora generalnego rekolektów i alkantarzystów. W latach 1890–1892 był rektorem Antonianum. W 1895 został mianowany przewodniczącym komisji redakcyjnej nowych konstytucji generalnych. Był współzałożycielem Acta Ordinis Fratrum Minorum. Dążył do zjednoczenia obserwanckich gałęzi zakonu franciszkańskiego. Po ogłoszeniu przez Leona XIII bulli Felicitate quadam w 1897, został pierwszym generałem zjednoczonego zakonu. Zmarł w trakcie pełnienia urzędu. Pośmiertnie wydano jego konferencje poświęcone życiu zakonnemu (Seele des Ordenslebens, Warendorf 1949).